# جمال لوو
جمال لوو (انگلیسی: Jamal Lowe؛ زادهٔ ۲۱ ژوئیهٔ ۱۹۹۴) بازیکن فوتبال اهل بریتانیا است.
از باشگاه‌هایی که در آن بازی کرده‌است می‌توان به باشگاه فوتبال هیز و یدینگ یونایتد، باشگاه فوتبال بورم‌وود، باشگاه فوتبال همل همپستید تاون، باشگاه فوتبال هیتچین تاون، باشگاه فوتبال سنت آلبنز سیتی، باشگاه فوتبال بارنت، باشگاه فوتبال فارن‌بورو، و باشگاه فوتبال همپتون و ریچموند بورو اشاره کرد.
وی همچنین در تیم‌ ملی فوتبال  جامائیکا بازی کرده‌است.